# 청도군수 선거
청도군수 선거는 경상북도 청도군의 군수를 선출하는 선거이다.

## 역대 민선 청도군수
| 선거   | 정당 | 정당       | 군수   |
| ------ | ---- | ---------- | ------ |
| 1995년 |      | 민주자유당 | 김상순 |
| 1998년 |      | 한나라당   | 김상순 |
| 2002년 |      | 한나라당   | 김상순 |
| 2005년 |      | 무소속     | 이원동 |
| 2006년 |      | 한나라당   | 이원동 |
| 2007년 |      | 무소속     | 정한태 |
| 2008년 |      | 한나라당   | 이중근 |
| 2010년 |      | 한나라당   | 이중근 |
| 2014년 |      | 새누리당   | 이승율 |
| 2018년 |      | 자유한국당 | 이승율 |
| 2022년 |      | 국민의힘   | 김하수 |

## 역대 선거 결과

### 제1회 전국동시지방선거
|  | 52.82% |

|  | 47.17% |

### 제2회 전국동시지방선거
| 제2회 전국동시지방선거청도군수 선거 |         |          |          |                  |      |      |
| 유권자수: 42,825명                  |         |          |          |                  |      |      |
| 후보                                | 후보    | 정당     | 득표     | 득표율           | 당락 | 비고 |
|                                     | 김상순  | 한나라당 | 29,631표 | \| \| 100.00% \| | 당선 |      |
| 합계                                | 합계    | 합계     | 29,631표 |                  |      |      |
|                                     | 100.00% |          |          |                  |      |      |

### 제3회 전국동시지방선거
|  | 62.81% |

|  | 37.18% |

### 2005년 대한민국 재보궐선거
김상순 군수의 군수직 상실로 인해 치러진 2005년 대한민국 재보궐선거에서 무소속 이원동 후보가 당선되었다.

### 제4회 전국동시지방선거
|  | 61.73% |

|  | 38.26% |

### 2007년 대한민국 재보궐선거
이원동 군수의 군수직 상실로 인해 치러진 2007년 대한민국 재보궐선거에서 무소속 정한태 후보가 당선되었다.

### 2008년 대한민국 재보궐선거
정한태 군수의 사임으로 인해 치러진 2008년 대한민국 재보궐선거에서 한나라당 이중근 후보가 당선되었다.

### 제5회 전국동시지방선거
|  | 68.88% |

|  | 21.14% |

|  | 9.97% |

### 제6회 전국동시지방선거
|  | 50.17% |

|  | 49.82% |

### 제7회 전국동시지방선거
|  | 62.92% |

|  | 37.07% |

### 제8회 전국동시지방선거
|  | 56.12% |

|  | 43.87% |